# 战斗的爱尔兰人
《战斗的爱尔兰人》（英語：The Fighting Irish）是美国情景喜剧《我为喜剧狂》第1季的第17集，由本季的一位助理执行制片人杰克·布迪特编剧，丹尼·戈登执导，2007年3月8日通过全国广播公司在美国首播。客串出演这集的演员包括丹·巴克道尔、卡特里娜·宝登、安娜·克鲁姆斯基、亨利·波尔（Henry Boyle）、西沃恩·法伦·霍根、克里斯·霍奇（Chris Hoch）、爱丽丝·克里默伯格（Alice Kremelberg）、内森·连恩、布莱恩·莫瑞、波瑞斯·麦吉弗（Boris McGiver）、约翰·F·莫尼（John F Mooney）、马里克·潘考利、朗尼·罗斯、莫莉·香侬、杰森·苏戴奇斯和克里斯汀·苏戴奇斯（Kristen Sudeikis）。
在这一集里，全国广播公司副总裁杰克·唐纳吉（Jack Donaghy，亚历克·鲍德温饰）的兄弟艾迪·唐纳吉到访，声称父亲吉米·唐纳吉已经与世长辞。杰克告诉自己主管的电视节目《与崔西·乔丹》首席编剧丽兹·莱蒙（Liz Lemon，蒂娜·菲饰）她必须解雇10%的手下。丽兹对此深感纠结，直到她认识了在会计部门工作的丽兹·莱姆勒，她是弗洛伊德的女友。

## 剧情
杰克·唐纳吉的落魄兄弟艾迪到访，声称家中老父吉米已经离世。两兄弟曾长期争斗不休，如今终于握手言和，甚至决定邀请他们的妹妹和妹夫到GE大楼来一场家人团聚。正当一家人合乐融融地准备观看电视台的喜剧小品《与崔西·乔丹》录影时，杰克那位据称已经死去的父亲亲临现场，声称艾迪不幸逝世。整个楼层由此陷入一片混乱中，首席编剧丽兹·莱蒙还遭到杰克的一个妹妹凯瑟琳·凯瑟琳·唐纳吉的殴打。
杰克告知丽兹，她需要解雇十分之一的手下。由于众人个个看起来都拼命想保住工作，丽兹实在于心不忍。可过了不久丽兹得知，自己很有好感一位名叫弗洛伊德男子的女友原来就在自己节目下属的会计部门工作，于是为一己之私解雇了她。制片人皮特·霍恩伯格（Pete Hornberger，斯科特·安第斯饰）对此指责丽兹是为私利而解雇弗洛伊德的女友，结果也遭到了解雇。丽兹对这种生杀大权上了瘾，开始在大楼里到处炒人鱿鱼。杰克之后把所有被解雇的人都请了回来，并且告诉丽兹，弗洛伊德的女友已经被调到位于康涅狄格州费尔菲尔德的通用电气总部工作。
剧组男演员崔西·乔丹（Tracy Jordan，崔西·摩根饰）的律师建议崔西信仰一个宗教，于是他找丽兹和杰克等人寻求建议，还和电视台的杂工跟班肯尼斯·帕塞尔（Kenneth Parcell，杰克·麦克布瑞尔饰）一起去了趟教堂。杰克的兄弟艾迪向崔西解释了爱尔兰天主教，后者决定，这就是自己应该加入的宗教。

## 制作
客串出演本集的杰森·苏戴奇斯、莫莉·香侬和西沃恩·法伦·霍根都曾是全国广播公司喜剧小品《周六夜现场》的主要演员，杰森·苏戴奇斯的妹妹克里斯汀也参加了这集节目的演出，扮演一名街舞教练，在现实生活中，克里斯汀是一位专业编舞。，蒂娜·菲曾于1999至2006年担任该节目的首席编剧，并且和崔西·摩根均曾是该节目的主要演员。亚历克·鲍德温也曾16次担任《周六夜现场》主持人，创下了该节目的最高纪录。除此以外还有多位《周六夜现场》的演员都参加了《我为喜剧狂》的演出。比如已经长期和菲合作过的瑞秋·德拉彻本是扮演简娜·玛隆妮一角的初定人选，并已在节目起初拍摄的试播集中出演了这一角色。但到了2006年8月，执行制片人洛恩·迈克尔斯宣布简娜一角将另选演员出演，但德拉彻还是会在之前的多集节目中以不同的身份登场。在最后播出的这集试播集中，她以《女生秀》养猫人的身份出镜。同月晚些时候，全国广播公司宣布已由简·科拉克斯基取代德拉彻出演简娜一角，此外德拉彻还将在之后播出的《C开头的那个词》中诠释这个养猫人角色。在《后果》中，她扮演了一个名叫玛丽娅（Maria）的女佣，丽兹发现她被锁在一艘游艇的衣柜里。在《杰克遇上丹尼斯》里，德拉彻饰演了女演员伊丽莎白·泰勒。《崔西演柯南》中德拉彻出演的是崔西·乔丹出现幻觉时所看到的一个全身穿上臃肿蓝色服装的人，被称为“小蓝人”。在《分手》中，她诠释了帕梅拉·斯缪，是崔西和图弗之间的一位灵敏度训练治疗师成员。而到了《幼儿节目》中，德拉彻扮演了一位名叫格丽塔的女子，听说丽兹·莱蒙想怀个孩子后表示自己愿意做她的代孕母亲，在《熬夜》里，她饰演的是杰克喝醉后叫来的一个妓女。而《恶战》中，德拉彻诠释的是电视台大楼前引领抗议示威的一名领袖玛尔莎·布兰奇。此外还有弗莱德·阿米森、克里斯汀·韦格、威尔·福特、霍拉提奥·桑斯和简·霍克斯。
贾达·弗雷德兰德在《我为喜剧狂》中扮演一位编剧弗兰克·罗斯塔诺（Frank Rossitano），他“无疑给角色带来了一些自己的特色”，比如总是戴着一顶卡车司机式的棒球帽。这顶帽子上经常会贴有一些短语，弗雷德兰德表示，这些帽子都是他自己做的，并称帽子上的话“有些是开玩笑，有些则只是过时了的平常笑话”。弗雷德兰德多次出场时所戴帽子上印有各国语言的“世界冠军”一词，这也是他自己的构思。在《战斗的爱尔兰人》中，弗兰克戴的帽子上写着讨好丽兹·莱蒙的话，希望能让对方不要炒自己的鱿鱼。
《战斗的爱尔兰人》是杰克·布迪特继《杰克遇上丹尼斯》和《幼儿节目》后编剧的第3集《我为喜剧狂》，也是丹尼·戈登首度担任这一剧集的导演。

## 反响
根据尼尔森收视率调查的数据，《战斗的爱尔兰人》在美国首播时吸引了约520万户家庭观看，在18-49岁年龄段人群中收获了2.5 / 6的收视率。这个数字意味着全美所有18-49岁人群中有2.5%收看了这集节目的首播，而当时有看电视的所有该年龄段观众群里则有6%选择观看《战斗的爱尔兰人》。
IGN网站的罗伯特·坎宁（Robert Canning）评价“这一集还算有趣，但不像之前的几集那样让人难忘，没有那么多爆笑的时刻”。电视指南的马特·韦伯·米托维奇（Matt Webb Mitovich）认为这一集中的一些把握尚存不足，比如崔西选择宗教信仰的桥段应该要有更多的篇幅，杰克和家人团圆以及丽兹享受权力的部分缺乏足够的吸引力。美国在线电视小队的朱丽亚·沃德（Julia Ward）认为这一集的表现不差，算是标准的情景喜剧，但没有达到《黑领带》的高度。